# La Prévière
La Prévière est une ancienne commune française, située dans le département de Maine-et-Loire en région Pays de la Loire.
Historiquement située en Anjou, à la frontière avec le duché de Bretagne, cette commune rurale se trouve être une des plus septentrionales du Maine-et-Loire, partageant sa frontière avec la Loire-Atlantique. Son économie sera longtemps associée aux forges de Pouancé qui s'étendaient sur les deux communes, jusqu'à leur disparition au milieu du XIXe siècle, entrainant un déclin démographique depuis lors.
Depuis le 15 décembre 2016, le territoire appartient à la commune d'Ombrée d'Anjou.

## Géographie

### Localisation
La commune est située dans le Haut-Anjou, à 2,6 km de Pouancé, le chef-lieu de canton, et 26 km de Segré, la sous-préfecture.

### Topographie, géologie, relief
Armaillé fait partie de l'unité paysagère du Segréen, et plus particulièrement de la sous-unité paysagère du Pouancéen, qui se caractérise par un paysage vallonné, aux ondulations orientées d'est en ouest où le maillage bocager tend à se densifier au fur et à mesure que l'on descend dans les vallons. Sur le plan géologique, la commune se trouve sur un terrain à la fois schisteux, de formation silurienne venant du massif armoricain, et également argileux.
Le sud de la commune est occupé par le bois de Cornillé et le bois Geslin, prolongeant la forêt de Juigné qui s'étend pour la plus grande partie sur la commune de Juigné-des-Moutiers, en Loire-Atlantique.
Le bourg de La Prévière se situe en haut d'une ligne de crête. Au nord de la commune, le terrain, d'une hauteur d'environ 67 mètres (55 au nord-est, au niveau de l'étang de Tressé, sur la commune de Pouancé) descend soudainement à 53 mètres au niveau du ruisseau du Fourneau, puis, de remonte jusqu'au bourg à environ 61 mètres. L'altitude continue à s'élever vers le sud pour culminer à 99 mètres.

### Climat
La région du Haut-Anjou est caractéristique de la «douceur angevine». Le climat du Maine-et-Loire étant un climat de transition entre le climat océanique de la côte atlantique et le climat continental de la Touraine, les hivers y sont doux et les étés agréables. À l'arrivée des perturbations venant de l'océan, le Haut-Anjou et La Prévière sont en première ligne. Le nombre de jours avec précipitations y oscille entre 140 et 150 par an.

### Hydrographie

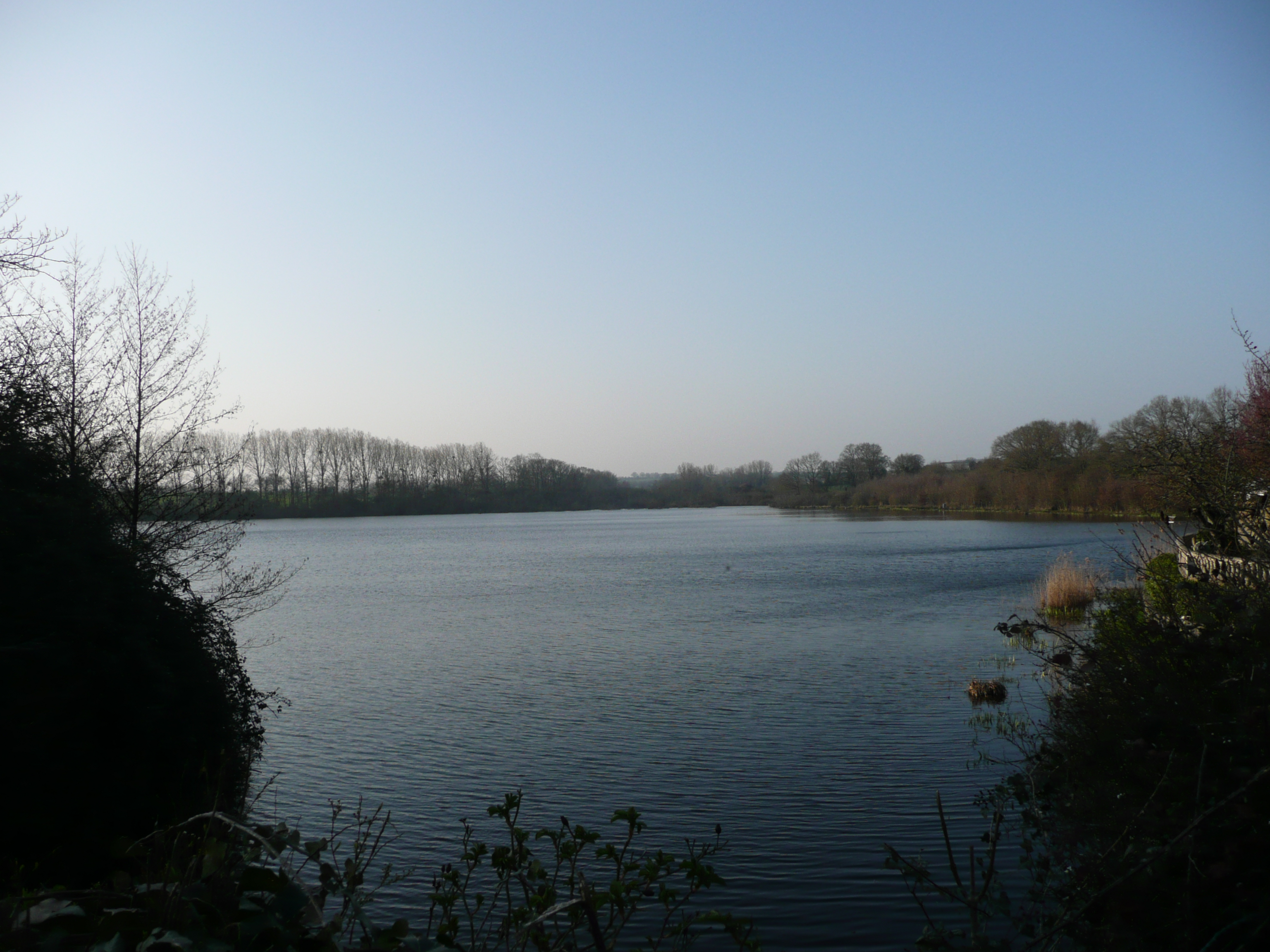
Étang du Fourneau.

Le ruisseau des Rochettes prend sa source dans l’étang du même nom, et longe la frontière sud-est et est de la commune avec Armaillé avant de rejoindre la Verzée, qui forme la limite nord-est avec Pouancé. L’étang du Fourneau est constitué de deux ruisseaux : celui de la Retenue, qui entre sur la commune à l’ouest, et celui de Carbay, qui entre eux nord-ouest. L’étang du Fourneau donne alors naissance au ruisseau du Fourneau, qui part vers l’est rejoindre la Verzée. Au sud, une partie de l’étang de la Nymphe se trouve sur le territoire de la commune.

## Transports

### Réseau routier
Venant de Pouancé, la route départementale D 878 traverse la commune du nord au sud, en direction de Juigné-les-Moutiers et de la Loire-Atlantique. La départementale D 203 traverse de l'ouest à l'est en direction d'Armaillé. Enfin, le départementale D 6 part du croisement des deux dernières vers le sud-est, en direction de Saint-Michel-et-Chanveaux. Le carrefour des trois départementales se fait dans le bourg.

### Transports en commun
Aucune ligne du réseau Aléop ne traverse la commune. Les lignes les plus proches sont les lignes 401 Châteaubriant ↔ Segré ↔ Angers qui s'arrête à Pouancé. Un service de transport à la demande permet aux habitants de relier, depuis La Prévière, Pouancé, Combrée et Segré.
Le transport scolaire est géré par le Conseil général de Maine-et-Loire. Un arrêt est programmé à La Prévière pour se rendre aux écoles de Pouancé.

## Urbanisme et logement
Le bourg de La Prévière s'organise autour du carrefour des routes départementales et de l'église, en suivant le tracé des voies routières. Le cimetière se trouve à la sortie sud-est du bourg, le long de la D6. La commune se développe vers le sud, avec la construction de plusieurs lotissements, celui de la Route de Juigné en 1970 (4 maisons), celui de Grande-Prée du Bois-Gasnier en 1974 (5 maisons), celui de la Promenade en 1977 (8 maisons). Plus récemment, de nouvelles constructions se sont développées vers le nord, le long du chemin du Fourneau,.
En 2008, les 116 logements de la commune sont à 83,3 % des résidences principales (97), 6,7 % des résidences secondaires ou occasionnelles (8) et 10 % de logements vacants (12). Parmi les logements, on trouve une très grande majorité de maisons (97,4 %), contre 2,6 % d'appartements. Les habitants sont majoritairement propriétaires (83,3 %) et 16,7 % sont locataires. La moitié des résidences principales (50,6 %) datent d'avant 1949, et 14,6 % ont été construits entre 1990 et 2005.
Plus de la moitié (66,7 %) des ménages en 2008 occupent leur résidence principale depuis 10 ans ou plus. Sur le total des résidences principale, 68 (69,8 %) possèdent plus de cinq pièces. Le nombre moyen de pièces pour une maison se situe à 5,2 en 2008 (contre 4,9 en 1990). Quasiment la totalité des résidences (99 %) possèdent une salle de bains disposant d'une baignoire ou d'une douche. Pour le chauffage, 31,3 % des résidences possèdent un chauffage individuel tout électrique, 43,8 % possèdent un chauffage central individuel. Enfin, 80,2 % des résidences possèdent au moins un emplacement de stationnement et 99 % des ménages sont équipés d'au moins une automobile.

## Toponymie

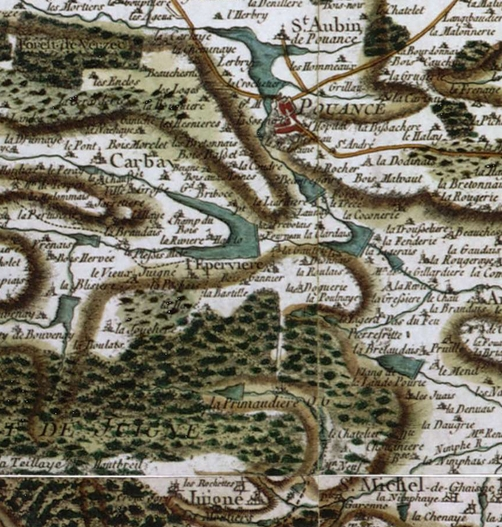
Mention de la paroisse de « L'Epervière » sur la carte de Cassini.

La première mention du village de La Prévière date des environs de 1095. La commune est alors mentionnée comme « Ecclesia de Privera », ou simplement « Privera ». Le nom évolue en « Previera » vers 1105, puis « Piperiaria » (1140), « Piparia » (1178-1205), « Pariocha de Piperia » (1225). En 1585, la paroisse est mentionnée en faisant référence à « Sanctus Laurentius de Piperia, galice de la Prévière ». Le village passera ensuite par de nombreuses dénominations (« L’Espervière » en 1610, « La Pervière » en 1615, « L’Apervière » en 1700), avant d’être nommée « L’Epervière » sur la carte de Cassini et de prendre sa dénomination définitive de « La Prévière » en 1779.
Selon Albert Dauzat, La Prévière dériverait du latin piper, qui signifie poivre, suivi du suffixe -aria désignant une plantation. La « plantation de poivre » étant peut-être une métaphore sur la nature friable du sol schisteux. Dauzat évoque également une origine via le nom d'un homme romain, Piper.

## Histoire

### Moyen Âge
La Prévière est dès le XIe siècle un fief important, appartenant à une famille qui en emprunte le nom ou celui d'un de leur autre fief, La Selle-Craonnaise. L'église est fondée dès le XIe siècle, et sera donnée en partie en 1095 par Aimeri Chapeau aux moines de Marmoutier, puis complètement à la fin du XIIe siècle par Hervé de la Prévière. En 1207, Hervé de La Selle, seigneur de La Prévière, est réuni avec les seigneurs de Pouancé et Châteaubriant par les évêques d'Angers et de Nantes afin de signer une charte faisant don du domaine de la Primaudière, du bois et des terres qui en dépendent, aux moines de l'ordre de Grandmont. En 1326, Jean de la Selle meurt sans héritiers. Le fief tombe entre les mains du seigneur de Pouancé, Robert d'Alençon, et est alors réuni à la baronnie de Pouancé.

### Ancien régime
1592 est une année troublée, la guerre et la misère en résultant fait fuir les paroissiens, tandis que l'abbé doit « enterrer la plupart desd. paroissiens. ». Au XVIIe siècle, la paroisse profite du dynamisme des forges établies à Pouancé et accueille une partie des sites de production, notamment des fourneaux, permettant de faire vivre une partie des habitants. Une épidémie de dysenterie ravage le territoire du Haut-Anjou en 1707.

### Révolution etchouannerie
L'abbé de la commune, Louis-Charles Piel, refusant le serment constitutionnel, est exilé à Jersey. Il est remplacé par l'abbé constitutionnel Antoine Fault, qui renonce finalement en 1794. Les offices religieux sont effectués par l'abbé George Dutertre, qui officie de manière clandestine dans la région de Craon, ainsi que par plusieurs religieux des paroisses environnantes. Les habitants de la commune prennent part à la chouannerie, en s'organisant autour du capitaine de paroisse, Pierre-Jean Besnier, dit « d'Autichamp », cultivateur. Au printemps 1795, une colonne républicaine d'environ 120-130 hommes, se rendant à Pouancé, est attaquée par un nombre égal de chouans venant de La Prévière et des communes environnantes, au sud de la commune, au niveau de l'étang des Rochettes. Les républicains perdent une quarantaine d'hommes.
Plusieurs légendes restent attachées à la période révolutionnaire. Le tombeau de l'Émigré est érigé en 1850 à la mémoire d'un « homme courageux mort pour son Dieu et son Roi », et s'y recueillir devait permettre de guérir les malades. La Branche verte, une branche de hêtre dont les feuilles restaient vertes en hiver, aurait vu la pendaison d'une jeune fille violentée et pendue par les cheveux à la branche par les républicains. L'arbre a été abattu en 1986.

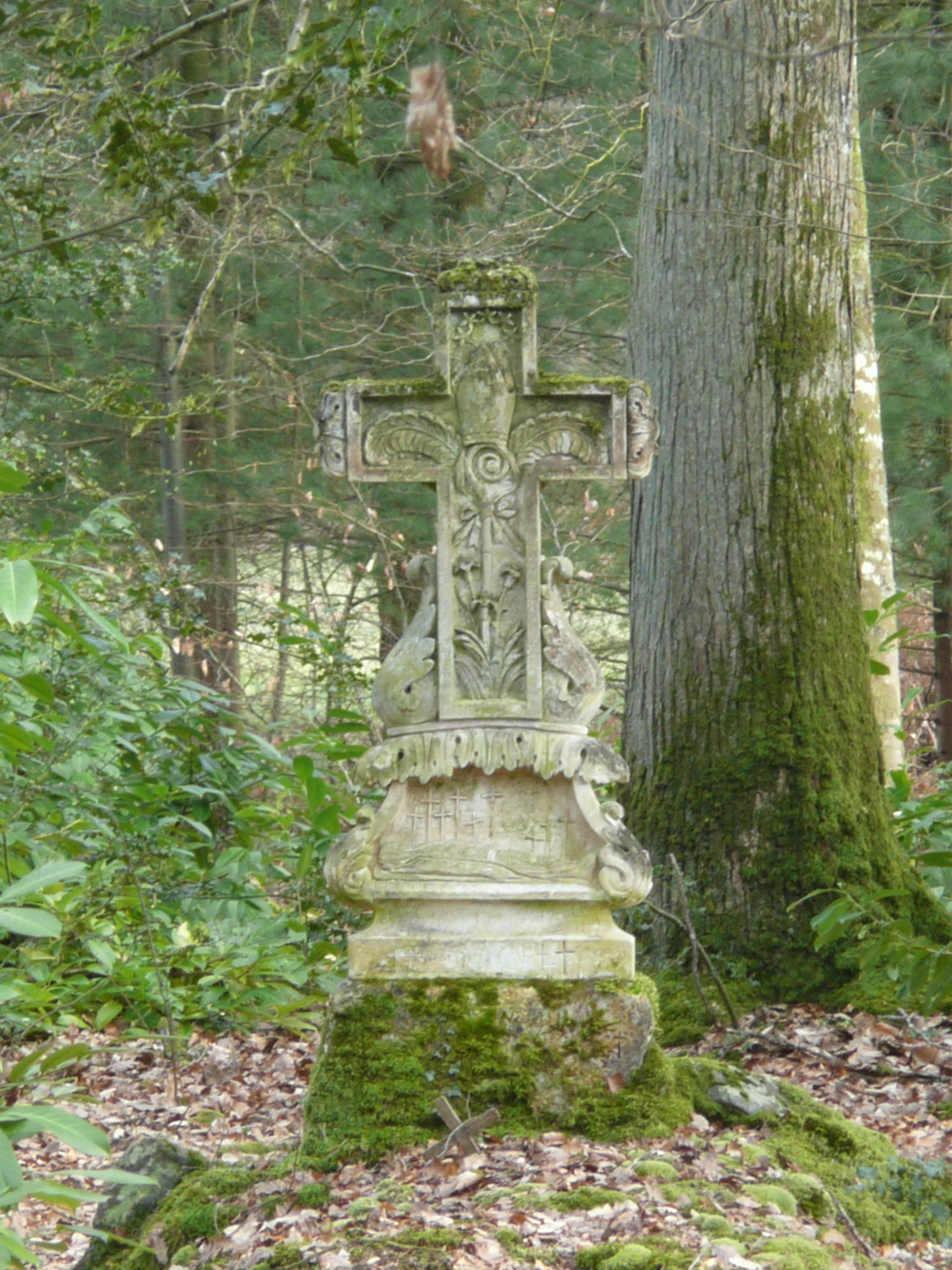
La tombe de l’Émigré.
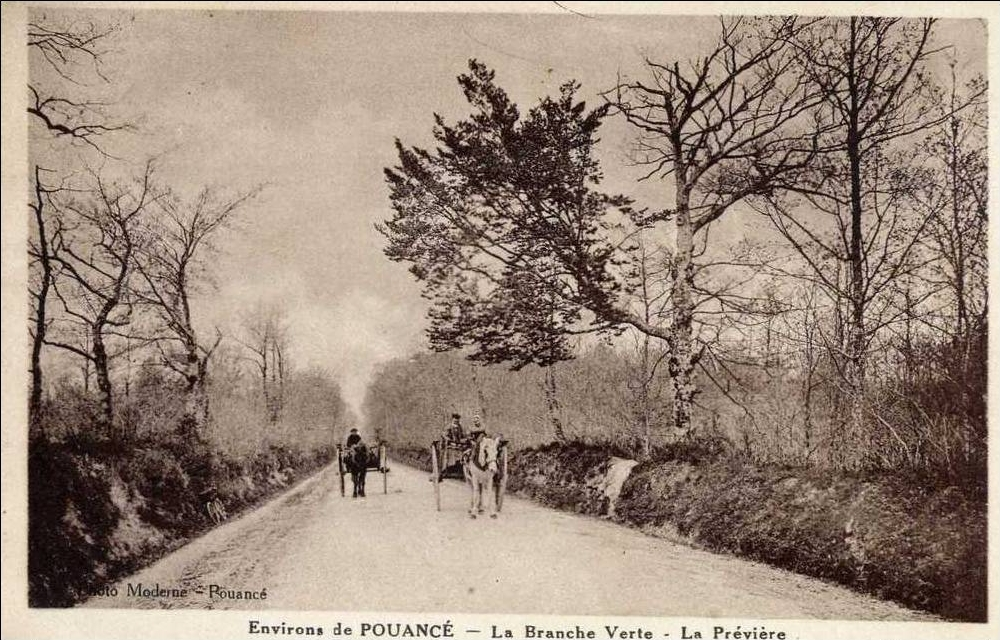
La Branche verte, au début du XIXe.

### Époque contemporaine
En 1855, l'église est reconstruite et les nouvelles cloches sont baptisées par l'évêque deux ans plus tard. Le XIXe siècle se traduit surtout par le déclin de la commune après la fermeture des forges de Pouancé en 1866. Le monument aux morts est érigé en 1920, portant le nom de 12 habitants tués pendant la Première Guerre mondiale, auquel fut rajouté un habitant tué lors de la Seconde Guerre mondiale. L’électricité arrive dans la commune en 1930 et l’eau courante potable en 1962.

## Politique et administration

### Administration municipale

#### Administration actuelle
Depuis le 15 décembre 2016, La Prévière constitue une commune déléguée au sein de la commune nouvelle d'Ombrée d'Anjou et dispose d'un maire délégué.
| Période                                  | Période  | Identité                  | Étiquette | Qualité |
| ---------------------------------------- | -------- | ------------------------- | --------- | ------- |
| décembre 2016                            | mai 2020 | Marie-Françoise Coconnier |           |         |
| mai 2020                                 | en cours | Régis Gatineau            |           |         |
| Les données manquantes sont à compléter. |          |                           |           |         |

#### Administration ancienne
La Prévière est située dans le canton de Pouancé, arrondissement de Segré, dans le département de Maine-et-Loire. La commune comptant moins de 500 habitants, son conseil municipal est constitué de 11 élus.
| Période                                  | Période       | Identité                   | Étiquette | Qualité          |
| ---------------------------------------- | ------------- | -------------------------- | --------- | ---------------- |
| 1792                                     | An X          | René Aubry                 |           |                  |
| An X                                     | 1807          | Mayance                    |           | démission        |
| 1807                                     | 1810          | Mathieu Nourry             |           | mort en fonction |
| 1813                                     | 1831          | Louis-Pierre Besnier       |           |                  |
| 1831                                     | 1842          | Gaucher                    |           | démission        |
| 1842                                     | 1846          | Jean Allard                |           |                  |
| 1846                                     | 1852          | Théodore Cosnard           |           |                  |
| 1852                                     | 1854          | Gaucher                    |           |                  |
| 1854                                     | 1865          | Pierre Mignot              |           |                  |
| 1865                                     | 1876          | Marquis d'Aligre           |           |                  |
| 1876                                     | 1881          | Esprit Bellanger           |           |                  |
| 1881                                     | 1896          | Pierre Mignot              |           |                  |
| 1896                                     | 1904          | Louis Trouilleau           |           |                  |
| 1904                                     | 1919          | Auguste Houdoyer           |           |                  |
| 1919                                     | 1945          | Robert Cosnard             |           |                  |
| 1945                                     | 1953          | Eugène Gaultier            |           |                  |
| 1953                                     | 1982          | Paul Cosnard               |           |                  |
| 1983                                     | ?             | Florian Carlo              |           |                  |
| 1995                                     | 2005          | René Prodhomme             |           |                  |
| 2005                                     | décembre 2016 | Marie-Françoise Coconnier, |           |                  |
| Les données manquantes sont à compléter. |               |                            |           |                  |

### Intercommunalité
La commune adhère, comme les autres communes du canton de Pouancé, à un Syndicat intercommunal à vocation multiple (SIVM) créé en 1966. Celui-ci devient la Communauté de communes de la région de Pouancé-Combrée en 1995.

## Démographie

### Évolution démographique
Dans son Dictionnaire Historique, Géographique et Biographique de Maine-et-Loire, Célestin Port livre le compte de la population de La Prévière sous l'Ancien Régime. La population est exprimée en « feux », c'est-à-dire en foyer de famille. Pour estimer le nombre d'habitants, il faut appliquer un coefficient multiplicateur de 5.
| 1688    | 1700    | 1713    | 1725    | 1789                   |
| ------- | ------- | ------- | ------- | ---------------------- |
| 62 feux | 52 feux | 62 feux | 46 feux | 56 feux, 280 habitants |

L'évolution du nombre d'habitants est connue à travers les recensements de la population effectués dans la commune depuis 1793. À partir du 1er janvier 2009, les populations légales des communes sont publiées annuellement dans le cadre d'un recensement qui repose désormais sur une collecte d'information annuelle, concernant successivement tous les territoires communaux au cours d'une période de cinq ans. 
Pour les communes de moins de 10 000 habitants, une enquête de recensement portant sur toute la population est réalisée tous les cinq ans, les populations légales des années intermédiaires étant quant à elles estimées par interpolation ou extrapolation. Pour la commune, le premier recensement exhaustif entrant dans le cadre du nouveau dispositif a été réalisé en 2005,.
En 2014, la commune comptait 244 habitants, en évolution de −4,31 % par rapport à 2009 (Maine-et-Loire : +3,3 %, France hors Mayotte : +2,49 %).
| 1793 | 1800 | 1806 | 1821 | 1831 | 1836 | 1841 | 1846 | 1851 |
| ---- | ---- | ---- | ---- | ---- | ---- | ---- | ---- | ---- |
| 262  | 327  | 305  | 335  | 312  | 365  | 375  | 393  | 425  |

| 1856 | 1861 | 1866 | 1872 | 1876 | 1881 | 1886 | 1891 | 1896 |
| ---- | ---- | ---- | ---- | ---- | ---- | ---- | ---- | ---- |
| 402  | 422  | 377  | 368  | 376  | 373  | 344  | 367  | 332  |

| 1901 | 1906 | 1911 | 1921 | 1926 | 1931 | 1936 | 1946 | 1954 |
| ---- | ---- | ---- | ---- | ---- | ---- | ---- | ---- | ---- |
| 333  | 293  | 301  | 272  | 258  | 271  | 264  | 277  | 242  |

| 1962 | 1968 | 1975 | 1982 | 1990 | 1999 | 2005 | 2010 | 2014 |
| ---- | ---- | ---- | ---- | ---- | ---- | ---- | ---- | ---- |
| 239  | 242  | 229  | 297  | 275  | 288  | 263  | 254  | 244  |

### Pyramide des âges
La population de la commune est relativement jeune. Le taux de personnes d'un âge supérieur à 60 ans (17,1 %) est en effet inférieur au taux national (21,6 %) et au taux départemental (21 %).		
À l'instar des répartitions nationale et départementale, la population féminine de la commune est supérieure à la population masculine. Le taux (51,7 %) est du même ordre de grandeur que le taux national (51,6 %).		
La répartition de la population de la commune par tranches d'âge est, en 2007, la suivante :		
- 48,3 % d’hommes (0 à 14 ans = 20,5 %, 15 à 29 ans = 15,7 %, 30 à 44 ans = 17,3 %, 45 à 59 ans = 29,9 %, plus de 60 ans = 16,5 %) ;
- 51,7 % de femmes (0 à 14 ans = 19,1 %, 15 à 29 ans = 20,6 %, 30 à 44 ans = 17,6 %, 45 à 59 ans = 25 %, plus de 60 ans = 17,7 %).

| Hommes | Classe d’âge | Femmes |
| ------ | ------------ | ------ |
| 0,8    | 90 ans ou +  | 0,0    |
| 11,0   | 75 à 89 ans  | 9,6    |
| 4,7    | 60 à 74 ans  | 8,1    |
| 29,9   | 45 à 59 ans  | 25,0   |
| 17,3   | 30 à 44 ans  | 17,6   |
| 15,7   | 15 à 29 ans  | 20,6   |
| 20,5   | 0 à 14 ans   | 19,1   |

| Hommes | Classe d’âge | Femmes |
| ------ | ------------ | ------ |
| 0,4    | 90 ans ou +  | 1,2    |
| 6,3    | 75 à 89 ans  | 9,2    |
| 11,8   | 60 à 74 ans  | 13,0   |
| 19,9   | 45 à 59 ans  | 19,4   |
| 20,6   | 30 à 44 ans  | 19,5   |
| 20,3   | 15 à 29 ans  | 19,1   |
| 20,6   | 0 à 14 ans   | 18,6   |

## Économie
Selon l'INSEE, la commune comptait en 2009, hors exploitations agricoles, cinq entreprises dont une dans la construction, trois dans le commerce, le transport, la réparation automobile et les services divers, et une dans l'administration publique, l'enseignement, la santé et l'action sociale.
On comptait 17 exploitations agricoles en 2007. Le nombre d'exploitations a diminué entre 1988 et 2000, passant de 23 à 17, mais la superficie cultivée a, elle, augmenté dans cette période, passant de 627 hectares (moyenne 27 hectares par exploitation) à 894 hectares (53 hectares par exploitation). Treize exploitations élevaient des bovins, le nombre de tête passant 1 070 à 1 501 entre 1988 et 2000, et douze des volailles, dont le nombre passe de 30 647 à 120 358 sur la même période.

## Équipements et services

### Enseignement
Seule une école publique, Les Éperviers, dépendant de l'académie de Nantes accueille les enfants de maternelle et primaire. Les collèges se trouvent à Pouancé et les lycées se situent à Châteaubriant ou Segré.

### Santé
Il n'y a pas de médecin ni d'infirmier installé à La Prévière. Les plus proches sont basés à Pouancé, de même que l'hôpital. Les cliniques les plus proches se situent à Châteaubriant, de même que le service maternité.

### Autres équipements, commerces et tourisme
La commune dispose d'un terrain de football, d'un terrain multi-sport, ainsi que d'une bibliothèque pour équipement culturel. 
Pour le tourisme, la commune est affiliée à l'Office de Tourisme de l'Anjou bleu.

## Lieux et monuments
L'église Saint-Laurent a été construite sur les bases d'une ancienne église du XVIIe siècle. Les plans de l'église actuelle sont établis dès 1851 et l'édifice est achevé en 1856. La mairie occupe depuis 1974 un bâtiment construit en 1854. Celui-ci est constitué de deux niveaux d'étages plus un niveau de combles. Une tour centrale compte cinq niveaux.
Les vestiges dans anciennes forges sont encore partiellement visibles. Au lieu-dit La Chaussée de l'étang, on trouve encore les anciennes maisons des employés du haut-fourneau, datant du XIXe siècle, installées sur la digue qui a formé l'étang du Fourneau. Non loin, au lieu-dit le Fourneau, se trouve encore une ancienne halle à charbon, datant de 1827. Elle accueillait du charbon de bois destiné à alimenter le haut-fourneau. On y trouve encore des déchets de fonderie.

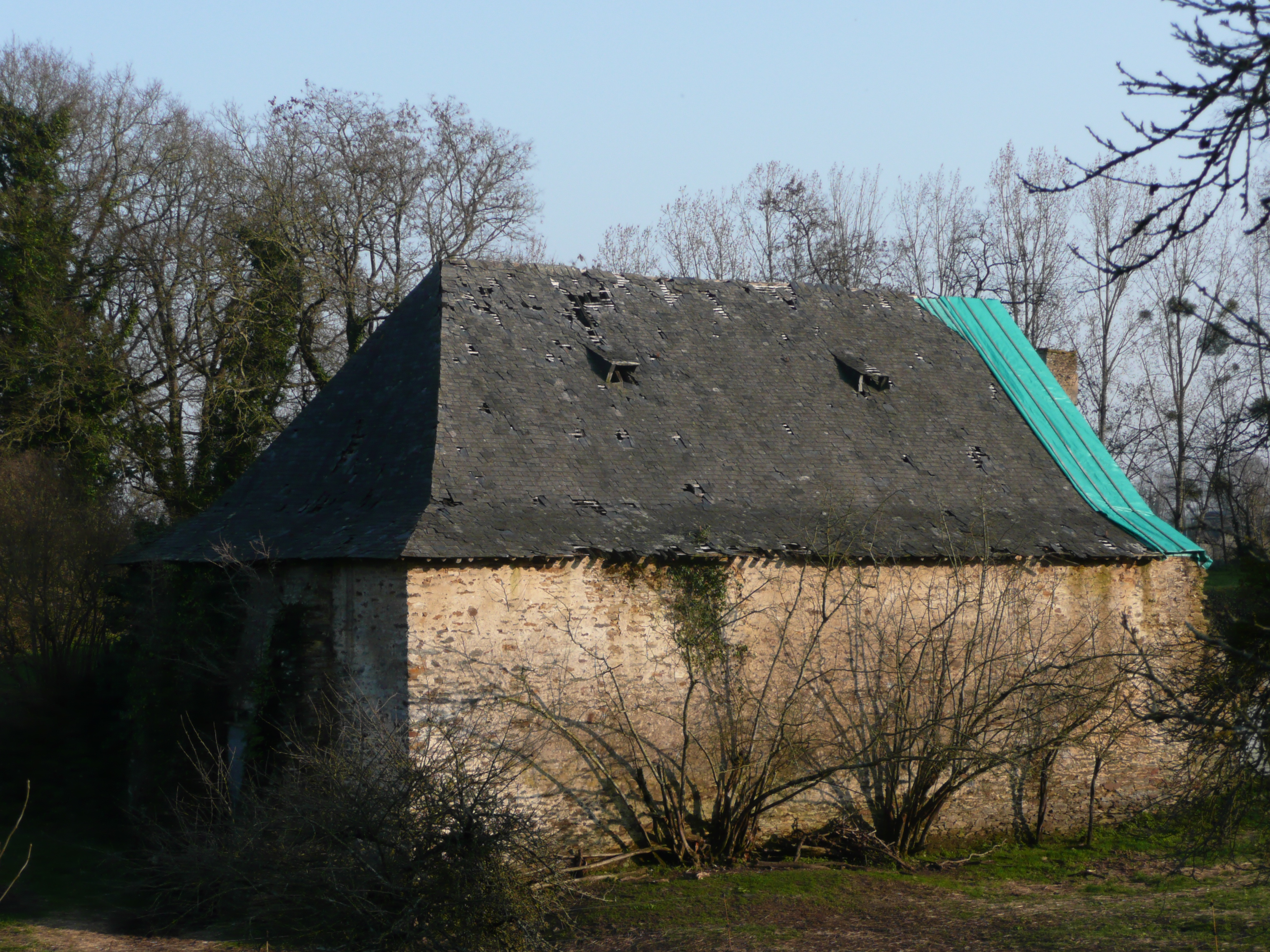
Halle à charbon.
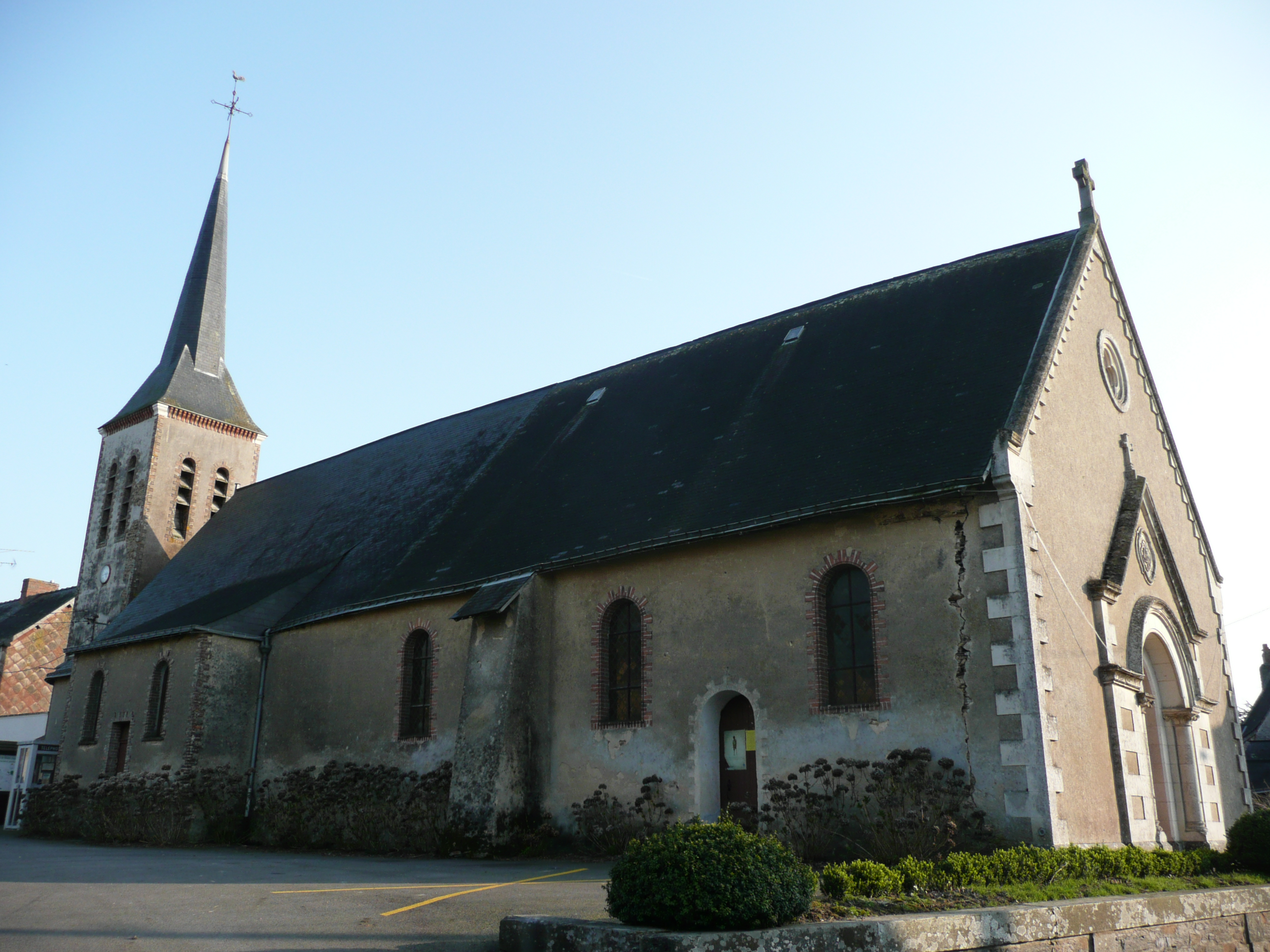
Église Saint-Laurent de La Prévière.